# Imane Khelif
Imane Khelif, född 3 maj 1999 i Tiaret, är en algerisk boxare.
Hon representerade Algeriet vid olympiska sommarspelen 2020 i Tokyo och vid olympiska sommarspelen 2024 i Paris.

## Uppväxt
Khelif föddes i Aïn Sidi Ali, Laghouat. Strax därefter flyttade familjen till Biban Mesbah, en lantlig by i Tiaret Province, där hon växte upp.
I en intervju med Reuters har hennes far sagt att "Imane var en liten flicka som har älskat sport sedan hon var sex år gammal." Hon spelade först fotboll, innan hon bytte till boxning. Under de första åren var hon tvungen att pendla till Tiaret för att delta i träningspass och sålde metallskrot för att ha råd med bussen. Hon har sagt att hennes far från början inte tillät henne att delta i sporten eftersom "han tyckte inte om när flickor boxades".

## Karriär
Vid OS i Tokyo 2020 placerade sig Khelif på en delad femte plats i lätt weltervikt. Hon besegrades i kvartsfinalen av Irlands Kellie Harrington.
År 2022 tog hon VM-silver i lätt weltervikt (63 kg).
I november 2023 meddelade Khelif att hon skulle börja boxas professionellt. Hennes första proffsmatch ägde rum i Singapore samma månad.

### OS i Paris 2024
Khelif vann OS-guld i 66 kg efter att ha vunnit samtliga matcher i turneringen med 5-0 (förutom första matchen där italienskan Angela Carini gav upp).
Efter Khelifs seger över Italiens Angela Carini i första omgången under olympiska sommarspelen 2024 spreds rykten gällande hennes kön på sociala medier. Ryktena eldades på efter Khelifs diskvalificering under VM i boxning för kvinnor 2023. Hon diskvalificerades av den ryskledda International Boxing Association (IBA) på grund av ospecificerade könsbehörighetstester. Diskvalifikationen skedde tre dagar efter att Khelif vunnit över Azalia Amineva, en tidigare obesegrad rysk boxare, vilket återställde Aminevas ställning som obesegrad.
Inga medicinska bevis för att Khelif har XY-kromosomer eller förhöjda nivåer av testosteron har publicerats. Khelif föddes som kvinna och identifierar sig som kvinna.
IBA förlorade senare sin olympiska status på grund av lednings- och korruptionsproblem. Internationella olympiska kommittén (IOK) förklarade att Khelif var kvalificerad att tävla i OS 2024, och kritiserade IBA:s tidigare diskvalificering som "plötslig och godtycklig" och utförd "utan någon vederbörlig process".

### 2025
I maj 2025 meddelade World Boxing att de inför obligatorisk könstestning som kriterium för att få ställa upp i deras mästerskap, inklusive OS 2028. I samma uttalande nämndes specifikt att Khelif inte får tävla i kvinnokategorin förrän hon genomgått deras tester. Några dagar senare bad dock ordföranden för World Boxing om ursäkt för att meddelandet inte respekterade Khelifs integritet.
En vecka efter att den obligatoriska könstestningen annonserats valde Khelif i motsats till sina tidigare planer att inte anmäla sig till den kommande internationella tävlingen i Eindhoven.